# Platanthera osceola
Platanthera osceola är en orkidéart som beskrevs av Paul Martin Brown och S.L.Stewart. Platanthera osceola ingår i släktet nattvioler, och familjen orkidéer.
Artens utbredningsområde är Florida. Inga underarter finns listade i Catalogue of Life.